# C. Gordon Fullerton
Charles Gordon Fullerton (11 de octubre de 1936 - 21 de agosto de 2013) fue oficial de la Fuerza Aérea de los Estados Unidos, astronauta de la Fuerza Aérea y la NASA y piloto de investigación en el Centro Dryden de Investigaciones de Vuelo de la NASA en Edwards, California. Sus tareas incluyen una variedad de investigación y apoyo a las actividades de vuelo pilotando aviones de la NASA. Fullerton registró más de 380 horas de vuelo espacial. Fue un astronauta de la NASA desde septiembre de 1969 hasta noviembre de 1986, cuando se unió a la oficina piloto de investigación en Dryden. En julio de 1988, completó una carrera de 30 años en la Fuerza Aérea de los EE. UU. y se retiró como coronel. Continuó en su puesto de piloto de investigación de la NASA como civil. Su esposa y sus dos hijos vivían en Lancaster, California. Él murió en esa ciudad el 21 de agosto de 2013.